# Menotyphla
Sous-ordre
Les Menotyphla formaient un sous-ordre de mammifères de l'ordre des Insectivores qui réunissaient les toupayes et les musaraignes à trompe. Ce taxon, proposé par Ernst Haeckel en 1866, a été abandonné au XXe siècle car il ne reflétait aucune réalité ni morphologique, ni cladistique. Les toupayes (ordre des Scandentia) ont été rapprochées des primates et des dermoptères (clade des Euarchontes) et les musaraignes à trompe (ordre des Macroscelidea) des taupes dorées et des tenrecs (clade des Afroinsectivora).